# 歴史家
歴史学者（れきしがくしゃ）は、歴史を後世に残すべく、叙述（文章化）する人のことである。また、残された史料を元に歴史を研究し、その成果を論文や著作として著す人の事も指す。

## 概要
近代以降、学問として歴史学が確立してからは歴史学者という呼称へ移行した。しかし、一般的に両者の区別は厳密であるとはいえず、歴史研究者の中で論争の的になることもある。一般的には歴史を研究している人や歴史に詳しい人を指す場合が多く、郷土史家なども歴史家の一種である。また、大学の教員ではない在野の歴史家のことを特に歴史研究家と呼ぶこともある。
歴史学者は自己の生きている時代性や、自己の問題意識にもとづき、自由に研究対象を選択することができるが、複数の史料（文献の形式以外のものも含む）を分析しながら、「正確に」事象やその因果関係を叙述することは、常に容易な作業ではない。

## 歴史
西洋で最古の歴史家としてあげられるのは、「歴史の父」とも言われるヘロドトス（紀元前485年頃 - 紀元前420年頃）である。
彼はペルシア戦争を物語的に叙述したが、その手法は人々の噂やギリシア神話の世界観に基づくものが多く、物語に偏りがちであるため、実証主義的な歴史家としては『戦史』を著したアテナイのトゥキディデス（紀元前460年頃 - 紀元前395年）が最古といえる。トゥキディデスは複数の史料を元にし、20代の頃に自身が従軍しスパルタに敗北を喫したペロポンネソス戦争を詳細に記述した。彼が用いた史料の中には、彼が実際に見聞したペリクレスの演説も含まれているが、彼自身の創作という説もある。彼の目的は、戦争の因果関係を明らかにすることであり、同時代の経済・政治・都市のありようをありのままに記そうとすることだった。
18世紀-19世紀の歴史学の確立により、これ以降の歴史研究者は「歴史学者」と呼ばれることとなる。最初の歴史学者として名前があげられるのは主にギボン（1737年 - 1794年）やランケ（1795年 - 1886年）である。イギリスのギボンは文明論的歴史観に基づき大著『ローマ帝国衰亡史』を著したが、当時の啓蒙主義的世界観から自由になることはできなかった。
これに対し、ドイツのランケは同時代のヘーゲルの「歴史は世界精神の実現へと収れんしていく過程」であるとする弁証法的歴史哲学や、中世のキリスト教中心的史観、ルネサンス期の教訓主義などを批判し、政治史や外交史を中心に「客観的歴史叙述」に徹する姿勢を貫いた。彼の手法としてあげられるのは、厳密かつ広範囲な史料批判（一次史料としての日記や備忘録、外交記録、当事者や周辺の人々の証言などを含む）とロマン主義を統合させ、対象とする時代の普遍的概念を描きながらも、個別の事象をありのままに記そうと試みたことだろう。ランケの歴史研究、および歴史教育の手法は、彼が教壇に立っていたベルリン大学を中心に、ドイツのみならずヨーロッパ全土、アメリカにも多大な影響を与えた。「歴史の父」と呼ばれるヘロドトスに対し、ランケが「近代歴史学の父」「客観的歴史叙述の父」と呼ばれる理由はそこにある。
後年、ランケの世界観はヨーロッパ中心史観や史料至上主義であると批判されることもあるが、歴史家と歴史学者の呼称の区分は、ランケ以前・ランケ以降でされることが多く、便宜的に19世紀以前・以降で区分をすることもある。
20世紀以降の歴史学者は、戦間期のアナール学派の台頭により、個別の事件性や通史ではなく、農政史、出版史、物価史、人口史、経済史、心性史などの社会学的テーマ史や、社会学、文化人類学、経済学、民俗学などを取り入れる学際性を重視する傾向にある。